# Агерхольм, Гарольд
Гарольд Христ Агерхольм (англ. Harold Christ Agerholm; 29 января 1925 — 7 июля 1944) — рядовой первого класса резерва Корпуса морской пехоты США, участник Второй мировой войны.
Посмертно награждён Медалью Почёта и Медалью «Пурпурное сердце» за действия против японских войск на Сайпане и Марианских островах.

## Биография
Родился в городе Расин, штат Висконсин, США, окончил городскую публичную школу.
В резерве Корпуса морской пехоты США с 16 июля 1942 года. После прохождения курса молодого бойца направлен в 4-й батальон 10-го полка 2-й дивизии морской пехоты.
3 ноября 1942 года 2-я дивизия морской пехоты была направлена в Новую Зеландию, где в течение одиннадцати месяцев личный состав проходил подготовку.
В январе 1943 года получил звание рядового первого класса.
В ноябре 1943 года принимал участие в Битве за Тараву.
После Таравы 2-я дивизия морской пехоты проходила подготовку к предстоящей операции на острове Сайпан.

## Подвиг
В ходе битвы за Сайпан, 7 июля 1944 года, Агерхольм в течение трех часов под интенсивным огнём противника вынес с поля боя 45 раненых. Смертельно ранен японским снайпером.
Посмертно награждён Медалью Почёта.
Мать Агерхольма получила его Медаль Почёта 25 июня 1945 года из рук командующего Девятым военно-морским районом, по её просьбе вручение прошло без публичной церемонии.
Агерхольм был похоронен на кладбище 2-й дивизии морской пехоты на острове Сайпан, в 1947 году перезахоронен на кладбище города Расин, штат Вискосин, США.

## Награды
Посмертно награждён:
- Медаль Почёта
- Медаль «Пурпурное сердце»
- Медаль «За Азиатско-тихоокеанскую кампанию»
- Медаль Победы во Второй мировой войне (США)

## Память
- 20 июня 1946 года спущенный на воду эсминец США назван USS Agerholm (DD-826) в честь Агерхольма.
- Средняя школа в его родном городе Расин носит его имя.
- Недалеко от штаб-квартиры 10-го полка морской пехоты расположен мемориальный парк Агерхольма.